# NGC 283
NGC 283 је спирална галаксија у сазвежђу Кит која се налази на NGC листи објеката дубоког неба.
Деклинација објекта је - 13° 9' 48" а ректасцензија 0h 53m 13,1s. Привидна величина (магнитуда) објекта NGC 283 износи 14,1 а фотографска магнитуда 14,8. NGC 283 је још познат и под ознакама MCG -2-3-31, NPM1G -13.0034, IRAS 00507-1326, PGC 3124.